# Unheilig
Unheilig (betyder ohelig på svenska) är en tysk musikgrupp från Aachen med en varierad musikstil som kombinerade allt från  pop och electronica till hårdrock och Neue Deutsche Härte. Bandet skapades 1999 och bestod främst av sångaren och låtskrivaren Bernd Heinrich "Der Graf" Graf tillsammans med några andra musiker, främst Christoph "Licky" Termühlen, Henning Verlage, och Martin "Potti" Potthoff. Debutalbumet Phosphor kom ut 2001 och hade låttexter på både engelska och tyska. Därefter började bandet endast sjunga på tyska. År 2016 valde "Der Graf" att lägga av med musik, vilket fick bandet att vara inaktivt. I början av 2025 meddelade "Der Graf" att bandet är tillbaka och att ett nytt album samt en ny turné är på gång. 

## Medlemmar
Senaste medlemmar
- Bernd "Der Graf" Heinrich Graf – sång, programmering (1999–2016, 2025–)
- Henning Verlage – keyboard, programmering (2003–2016, 2025–)
- Christoph "Licky" Termühlen – gitarr (2002–2016, 2025–)
- Martin "Potti" Potthoff – trummor, slagverk (2008–2016, 2025–)

Tidigare medlemmar
- Grant Stevens – sång (1999–2002)
- Jose Alvarez-Brill – gitarr, sång (1999–2002)

## Diskografi

### Studioalbum
- Phosphor – 2001
- Frohes Fest – 2002
- Das 2. Gebot – 2003
- Zelluloid – 2004
- Moderne Zeiten – 2006
- Puppenspiel – 2008
- Grosse Freheit – 2010
- Lichter Der Stadt – 2012
- Gipfelstürmer – 2014
- Von Mensch zu Mensch – 2016

### Livealbum
- Gastspiel – 2005
- Goldene Zeiten – 2006
- Puppenspiel Live Vorhang Auf! – 2008
- Grosse Freiheit Live – 2010
- Lichter Der Stadt – 2012
- Gipfelstürmer Live - Gipfelstürmer Live In Österreich – 2015
- MTV Unplugged "Unter Dampf - Ohne Strom" – 2015
- Danke! Ein Letzte Mal - Live – 2016

### EP
- Tannenbaum – 2002
- Schutzengel – 2003
- Freiheit – 2004
- Astronaut – 2006
- Spiegelbild – 2008
- Zeitreise – 2010
- Winterland – 2010
- Lichtblicke – 2012

### DVD
- Kopfkino – 2005
- Puppenspiel Live Vorhang Auf! – 2008
- Sternstunde – 2010
- Heimreise – 2010
- Grosse Freiheit Live – 2010
- Lichter Der Stadt Live – 2012
- MTV Unplugged "Unter Dampf - Ohne Strom" – 2015

### Samlingsalbum
- Alles Hat Seine Zeit – 2014
- Schwarzes Gold 2000-2014 – 2015
- Pures Gold – 2017

### Singlar
- "Sage Ja!" – 2000
- "Komm Zu Mir" – 2001
- "Maschine" – 2003
- "Ich Will Leben" (feat. Project Pitchfork) – 2006
- "An Deiner Seite" – 2008
- "Geboren Um Zu Leben" – 2010
- "Für Immer" – 2010
- "Unter Deiner Flagge" – 2010
- "Winter" – 2010
- "So Wie Du Warst" – 2012
- "Lichter Der Stadt" – 2012
- "Wie Wir Waren" (feat. Andreas Bourani) – 2012
- "Stark" – 2012
- "Als Wär’s Das Erste Mal" – 2014
- "Wir Sind Alle Wie Eins" – 2014
- "Zeit Zu Gehen" – 2014
- "Mein Berg" – 2015
- "Glück Auf Das Leben" – 2015
- "Ich würd' dich gern besuchen" – 2016
- "Mein Leben ist die Freiheit" – 2017

### Musikvideor
- 2000: Sage Ja!
- 2004: Freiheit
- 2006: Astronaut
- 2008: An deiner Seite
- 2010: Geboren um zu leben
- 2010: Für immer
- 2010: Unter deiner Flagge
- 2010: Winter
- 2012: So wie du warst
- 2012: Lichter der Stadt
- 2012: Wie wir waren
- 2012: Stark
- 2014: Als wär's das erste Mal
- 2014: Wir sind Alle wie Eins
- 2014: Zeit Zu Gehen
- 2015: Mein Berg
- 2016: Mein leben ist die Freiheit
- 2017: Der Himmel über Mir
- 2017: Sonnentag